# Tetrindol
Tetrindol este un compus organic derivat de indol care a fost cercetat pentru efectul de inhibare reversibilă a enzimei monoamin-oxidaza A (cu potențial antidepresiv). A fost sintetizat pentru prima dată în Moscova la începutul anilor 1990. Tetrindolul este similar din punct de vedere structural cu pirlindolul (Pyrazidol) și metralindolul. Studiile au fost abandonate.